# Deprecierea leului moldovenesc (2015)
Deprecierea leului moldovenesc din 2015 se referă la o devalorizare puternică a cursului de schimb al monedei naționale din Republica Moldova, începută datorită mai multor circumstanțe la miijlocul lunii ianuarie 2015, încheindu-se pe la mijlocul lunii februarie a aceluiași an.
Drept consecință, de la începutul anului 2015 și până în data de 18 februarie (ziua maximei deprecieri), leul moldovenesc s-a depreciat semnificativ comparativ cu principalele valute de referință: cu 34% față de dolarul SUA și cu 26% față de moneda Euro. În plus, acesta a slăbit și în fața rublei rusești cu 22%.
În data 17 februarie, la un curs oficial de 22,37 lei stabilit de BNM, la unele bănci un euro putea fi cumpărat cu 29,90 lei. Pe când dolarul putea fi cumpărat cu 24 de lei și 15 bani pentru ziua respectivă, la câteva bănci dolarul putea fi cumpărat și cu 27,45 lei
La 18 februarie 2015 a fost stabilit un maxim istoric absolut, de 24,01 lei (+1,64 lei, fața de ziua anterioară) pentru un euro și de 21,09 lei (+1,44 lei) pentru un dolar american.
La 19 februarie Banca Națională a anunțat un curs oficial de 23,60 lei pentru un euro, cu 41 de bani mai puțin decât în ziua precedentă. Moneda americană s-a depreciat cu 24 de bani și a fost cotată cu 20,75 lei. Aceasta fiind astfel prima zi de apreciere a valutei naționale după o perioada succesivă de deprecieri.
Ca urmare a alegerii unui nou guvern pe data de 18 febr; în zilele ulterioare, pe 20 și 21 februarie leul și-a întărit semnificativ cursul față de valutele de referință, astfel euro a constituit 23,00 și respectiv 21,99 de lei; pe când dolarul, 20,18 și 19,43 lei.
| Ratele oficiale de schimb MDL / EUR și MDL / USD, stabilite de către BNM între 05.01.2015 – 18.02.2015 | Ratele oficiale de schimb MDL / EUR și MDL / USD, stabilite de către BNM între 05.01.2015 – 18.02.2015 |
| --- | --- |
| | |

## Cauze
- Un dintre principalele cauze este considerată a fi o „afacere” dubioasă, indicată de unele surse mass-media[10], ce ar fi avut loc la Banca de Economii și Banca Socială în 2014, cu implicarea mai multor persoane controversate, se presupune că atunci din ambele bănci ar fi fost estorcate cca. 17 miliarde de lei, fiind cumpărată pe această sumă valută, care ulterior ar fi fost scoasă peste hotare (aprox. un miliard de euro)[1].
- Diminuarea cu 20% a transferurilor bănești din străinătate în trimestrul IV al anului 2014 (în octombrie a scăzut cu 9%, în noiembrie cu 29%, iar în decembrie cu 31%), față de aceeași perioadă a anului trecut[11].
- Diminuarea exporturilor (cu -3,7%[12]) în 2014, pe când importurile depășesc cu mult exporturile țării, ceea ce duce la un dezechilibru comercial[11].
- Situația economică din Rusia (al doilea partener comercial al RM, după operațiunile de export–import[12]), precum și embargourile impuse de către această țară pentru produsele agricole moldovenești[13].

## Intervenția BNM
Potrivit Luciei Hadârcă, reprezentantul BNM, pentru a nu permite fluctuații bruște pe piața valutară, în luna februarie, BNM a intervenit pe piață prin vânzarea a 87 de milioane de dolari. În prezent, rezervele Băncii Naționale sunt de aproximativ un miliard 855 de milioane de dolari.
La 20 februarie Parlamentul RM a aprobat un proiectul de hotărâre pentru crearea unei comisii de anchetă pentru elucidarea situației de pe piața valutară, cazul BEM, Banca Socială și Unibank.

## Posibile consecințe
- Scumpirea importurilor (mașini de import, energie electrică, gaz, medicamente, electrocasnice, produse alimentare, etc).
- Scumpirea plăților, legate de cursurile valutare (creditele exprimate în valută și la chirii).
- Insuficiența resurselor bănești, în primul rând pentru companii. Băncile vor da mai puține credite, și creditele vor fi cu mult mai scumpe. Companiile cu grad mediu și mare de îndatorare vor nimeri într-o situație financiară foarte dificilă, multe vor ajunge în stare de insolvabilitate[1].
- Activitatea economică se va congestiona sau chiar va intra în recesiune. Blocajele financiare se vor transmite în lanț, până vor ajunge la salariați (disponibilizări, salarii mai mici sau diminuarea puterii de cumpărare a salariilor) și, ca urmare, la diminuarea consumului[1].

## Vezi și
- Deprecierea leului moldovenesc (1998)

## Legături externe
- Ratele oficiale de schimb Arhivat în 17 februarie 2015, la Wayback Machine. pe pagina oficială a BNM